# William Slim
William Slim (Bristol, 6 août 1891 – Londres, 14 décembre 1970), 1er vicomte Slim, est un maréchal britannique qui est le treizième gouverneur général d'Australie. Il participe aux deux guerres mondiales et est blessé trois fois. En 1944-1945, il commande la 14e armée qui reconquiert la Birmanie contre les Japonais.

## Premières années
William Joseph Slim est né à Bristol de John et Charlotte Slim (née Tucker), une famille de classe moyenne. Il passe son enfance à Birmingham et après ses études, il travaille comme employé chez un tuyauteur entre 1910 et 1914.
Engagé volontaire comme simple soldat, en 1914, il rejoint le centre d'entrainement des officiers de l'université de Birmingham, il est nommé sous-lieutenant en juin 1915. Affecté en Mésopotamie (Irak) au Royal Warwickshire Regiment, il est très gravement blessé à la bataille des Dardanelles en 1915. De retour en Angleterre, il est nommé lieutenant dans un régiment antillais en mars 1917. Il est blessé une deuxième fois en 1917 et est décoré de la Military Cross le 1er janvier 1918, lors de la prise de Bagdad.
Évacué en Inde, il est affecté dans l'Armée indienne (British Indian Army) en 1919. Slim est nommé capitaine et rattaché au premier bataillon du 6e Gurkha Rifles en mai 1919. Il devient commandant adjoint du bataillon en 1921.
Il épouse Aileen Robertson en 1926 (morte en 1993) avec qui il a une fille et un fils, John.

## Années à l'étranger

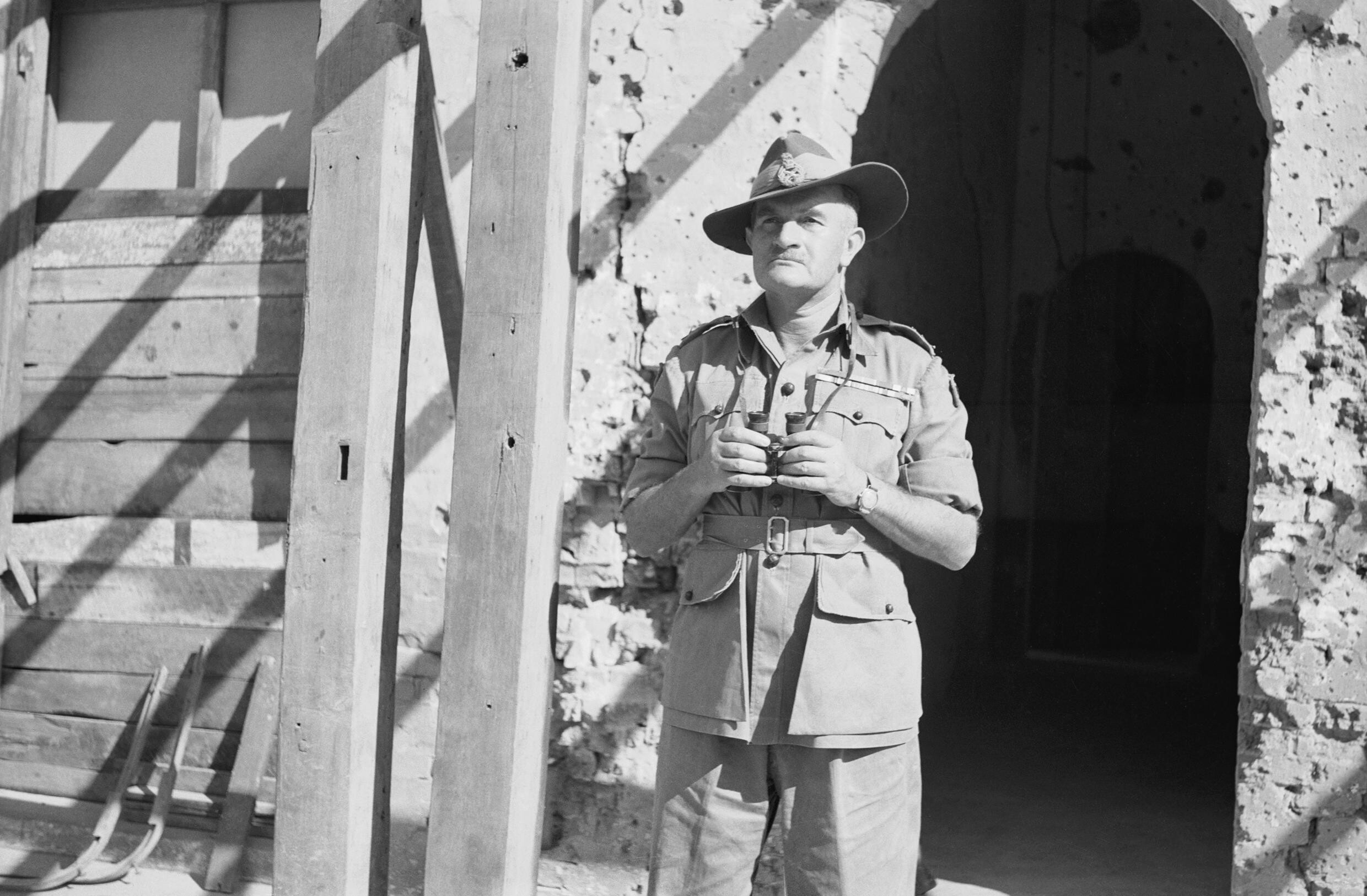
William Slim le 5 mars 1945.

En 1926, Slim est affecté à l'Indian Staff College à Quetta. Son comportement brillant lui vaut d'être nommé à l'Army Headquarters India à Delhi puis au Staff College à Camberley en Angleterre où il enseigne de 1934 à 1937. Il est promu commandant en mai 1933 puis lieutenant-colonel en mai 1938 et reçoit le commandement du 2ebataillon du 7e Gurkha Rifles. En avril 1939, il est nommé général de brigade à titre temporaire et prend la direction de la Senior Officers' School à Belgaum en Inde.
Au déclenchement de la Seconde Guerre mondiale, il reçoit le commandement de la 10e brigade de la 5e division et est envoyé au Soudan. Il prend part à la campagne d'Afrique de l'Est pour libérer l'Éthiopie des Italiens. En janvier 1941, il est blessé en combattant en Érythrée et ne participe pas à la plus grande partie de la campagne d'Abyssinie et d'Érythrée.
Rétabli, Slim rejoint l'état-major du général Archibald Wavell au Moyen-Orient. Il est nommé général de division et, commandant la 10e division d'infanterie indienne dans le cadre de l'Iraqforce. Après la guerre anglo-irakienne, il participe à la campagne de Syrie et à l'invasion anglo-soviétique de l'Iran.
En mars 1942, il reçoit le commandement de toutes les troupes alliées en Birmanie, mais il est obligé de se retirer en Inde deux mois plus tard. Sa tentative de reconquête de Akyab, durant l'été 1943, est un échec.
Général de division le 16 novembre 1943 puis de corps d’armée le 3 avril 1944, il commande la 14e armée britannique (1943-1945). Il conduit les opérations conduisant à la chute de Mandalay, le 20 mars 1945, puis de Rangoon, le 3 mai.
Le général Slim était admiré pour ses talents stratégiques, mais aussi pour son charisme personnel et sa proximité avec les soldats qu'il commandait.

## Gouverneur général
Après la guerre, Slim devient commandant des forces terrestres alliées pour l'Asie du Sud-Est. En 1948 il revient en Angleterre où il est nommé successivement à la tête de l'Imperial Defence College puis de l'Imperial General Staff. En 1953, il est nommé maréchal (field marshal) et accepte le poste de gouverneur général d'Australie sans avoir à démissionner de l'armée.
Slim est bien accepté par les Australiens car il a combattu à leurs côtés pendant la bataille des Dardanelles et dans les combats du Moyen-Orient. En 1954, il reçoit la reine Élisabeth II pour sa première visite de souveraine en Australie. Les tâches de Slim sont uniquement honorifiques et il n'y eut aucune controverse durant son mandat à une époque où Robert Menzies dirigeait le gouvernement.
En 1959, Slim démissionne de sa charge et retourne en Angleterre où il publie ses mémoires Unofficial History et Defeat Into Victory. En 1960, il fut nommé 1er vicomte Slim, of Yarralumla and Bishopston. Il meurt à Londres le 14 décembre 1970, à 79 ans.

## Allégations posthumes
Une autoroute de Canberra, William Slim Drive, a été renommée par le district de la capitale après les allégations d'attouchements publiées contre le gouverneur général par d'anciens élèves de la Fairbridge Farm, établissement qui recueillait des enfants britanniques migrant en Australie. Slim aurait commis des attouchements contre les garçons dans sa Roll Royce. Son petit-fils Mark Slim conteste ces allégations comme la décision de changer le nom de l'autoroute. Une école primaire de Yarralumla a décidé elle aussi d'abandonner le nom de William Slim.

## Ouvrages de William Slim
- Defeat into Victory, Londres, Cassell, 1956, Buccaneer Books (ISBN 1-56849-077-1), Cooper Square Press (ISBN 0-8154-1022-0) ; Londres, Cassell (ISBN 0-304-29114-5), Pan (ISBN 0-330-39066-X).
- Courage and Other Broadcasts (1957).
- Unofficial History (1959).

## Honneurs
- 1er janvier 1918 : Military Cross (MC)
- 30 décembre 1941 : Ordre du Service distingué (DSO) (citation)
- 28 octobre 1942 : Commandeur de l'Ordre de l'Empire britannique (CBE)
- 14 janvier 1943 : Ordre du Service distingué (DSO) (décoration)
- 28 septembre 1944 : Chevalier Commandeur de l'Ordre du Bain (KCB)
- 19 octobre 1944 : Ordre du Bain (citation)
- 19 juillet 1945 : Ordre du Bain (citation)
- 1er janvier 1946 : Chevalier Grand-Croix de l'Ordre de l'Empire britannique (GBE)
- 2 janvier 1950 : Chevalier Grand-Croix de l'Ordre du Bain (GCB)
- 10 décembre 1952 : Chevalier Grand-Croix de l'Ordre de Saint-Michel et Saint-Georges (GCMG)
- 16 février 1954 : Chevalier Grand-Croix de l'Ordre royal de Victoria (GCVO)
- 23 avril 1959 : Chevalier de l'Ordre de la Jarretière (KG)